# Васищівська селищна рада
Васищівська се́лищна ра́да — колишня адміністративно-територіальна одиниця та орган місцевого самоврядування в Харківському районі Харківської області. Адміністративний центр — селище міського типу Васищеве. Була ліквідована у 2020 році під час Адміністративно-територіальної реформи в Україні.

## Загальні відомості
Васищівська селищна рада утворена в 1938 році.
- Територія ради: 37,23 км²
- Населення ради: 6 350 осіб (станом на 2001 рік)
- Територією ради протікають річки Уди, Студенок.

## Населені пункти
Селищній раді підпорядковані населені пункти:
- смт Васищеве
- с-ще Подольох

## Склад ради
Рада складається з 30 депутатів та голови.
- Голова ради: Двойніков Сергій Леонідович
- Секретар ради: Степанова Тетяна Миколаївна

### Керівний склад попередніх скликань
| Прізвище, ім'я, по батькові | Основні відомості                                                        | Дата обрання | Дата звільнення |
| --------------------------- | ------------------------------------------------------------------------ | ------------ | --------------- |
| Двойніков Сергій Леонідович | Селищний голова, 1959 року народження, освіта вища, член Партії регіонів | 26.03.2006   | 31.10.2010      |
| Двойніков Сергій Леонідович | Селищний голова, 1959 року народження, освіта вища, член Партії регіонів | 31.10.2010   |                 |

Примітка: таблиця складена за даними сайту Верховної Ради України

### Депутати
За результатами місцевих виборів 2010 року депутатами ради стали:

#### За суб'єктами висування
| Суб'єкт висування                                       | Кількість обраних депутатів | %    |
| ------------------------------------------------------- | --------------------------- | ---- |
| Партія регіонів                                         | 19                          | 63,3 |
| Самовисування                                           | 5                           | 16,7 |
| Комуністична партія України                             | 4                           | 13,3 |
| Партія «Відродження»                                    | 1                           | 3,3  |
| Політична партія Всеукраїнське об'єднання «Батьківщина» | 1                           | 3,3  |

#### За округами
| № округу                                                | Прізвище, ім'я, по батькові    | Дата визнання обраним | Освіта             | Партійна приналежність                        | Відомості про обраного депутата                                       |
| ------------------------------------------------------- | ------------------------------ | --------------------- | ------------------ | --------------------------------------------- | --------------------------------------------------------------------- |
| Комуністична партія України                             |                                |                       |                    |                                               |                                                                       |
| 13                                                      | Дуб Ольга Володимирівна        | 03.11.2010            | середня            | позапартійна                                  | пенсіонер                                                             |
| 27                                                      | Озерова Наталя Іванівна        | 03.11.2010            | вища               | позапартійна                                  | приватний підприємець                                                 |
| 29                                                      | Протопопов Валентин Васильович | 03.11.2010            | середня            | позапартійний                                 | ХФЦБРЗМВСУ, завідувач сховищем                                        |
| 30                                                      | Скрипник Леонід Леонідович     | 27.02.2011            | вища               | позапартійний                                 | ТОВ «Харківхімпром», менержер                                         |
| Партія «ВІДРОДЖЕННЯ»                                    |                                |                       |                    |                                               |                                                                       |
| 16                                                      | Поліваний Дмитро Олександрович | 03.11.2010            | вища               | член Партії «ВІДРОДЖЕННЯ»                     | Основянська дистанція колії Південної залізниці, заступник начальника |
| Партія регіонів                                         |                                |                       |                    |                                               |                                                                       |
| 1                                                       | Горобець Віра Іванівна         | 03.11.2010            | середня спеціальна | член Партії регіонів                          | тимчасово не працює                                                   |
| 2                                                       | Пуляєв Костянтин Вікторович    | 03.11.2010            | вища               | член Партії регіонів                          | Фермерське господарство «Сачуки», інженер-механік                     |
| 4                                                       | Горбачова Тетяна Іванівна      | 03.11.2010            | вища               | член Партії регіонів                          | УПСЗН, працівник УПСЗН                                                |
| 5                                                       | Василенко Михайло Васильович   | 03.11.2010            | середня спеціальна | член Партії регіонів                          | СФХ «Подольох», товаровед                                             |
| 6                                                       | Ручина Галина Володимирівна    | 03.11.2010            | вища               | член Партії регіонів                          | ПАТ КБ Приватбанк філія № 8, начальник філії                          |
| 7                                                       | Золотько Микола Матвійович     | 03.11.2010            | вища               | член Партії регіонів                          | Васищівська селищна рада, землевпорядник                              |
| 11                                                      | Савченко Ірина Володимирівна   | 03.11.2010            | вища               | член Партії регіонів                          | СТ «Васищеве», голова споживчого ТОВ «Васищеве»                       |
| 12                                                      | Золотоверхий Демян Михайлович  | 03.11.2010            | вища               | член Партії регіонів                          | пенсіонер                                                             |
| 14                                                      | Шматько Антон Юрійович         | 03.11.2010            | вища               | член Партії регіонів                          | Васищівська лікарня, лікар                                            |
| 15                                                      | Степанова Тетяна Миколаївна    | 03.11.2010            | вища               | член Партії регіонів                          | Васищівська селищна рада, секретар                                    |
| 17                                                      | Левін Михайло Михайлович       | 03.11.2010            | вища               | член Партії регіонів                          | Лизогубівська селищна рада, землевпорядник                            |
| 18                                                      | Чаплигін В'ячеслав Михайлович  | 03.11.2010            | вища               | член Партії регіонів                          | Жовтневий РВ УМВСУ, помічник начальника                               |
| 19                                                      | Тройченко Микола Васильович    | 03.11.2010            | середня спеціальна | позапартійний                                 | Васищівське лісництво, лісничий                                       |
| 20                                                      | Юрков Олександр Анатолійович   | 03.11.2010            | середня            | член Партії регіонів                          | приватний підприємець                                                 |
| 21                                                      | Халін Віктор Єгорович          | 03.11.2010            | середня            | член Партії регіонів                          | Васищівський НВК, кочегар                                             |
| 22                                                      | Єрьомін Олександр Миколайович  | 03.11.2010            | вища               | член Партії регіонів                          | ПП «Транс-сервіс», головний інженер                                   |
| 24                                                      | Макаров Вячеслав Іванович      | 03.11.2010            | середня спеціальна | член Партії регіонів                          | Пансіонат «Васищеве», директор пансіонату «Васищеве»                  |
| 25                                                      | Гріндій Олена Тимофіївна       | 03.11.2010            | вища               | член Політичної партії «Наша Україна»         | Васищівська селищна рада, уповноважений по правам дітей               |
| 26                                                      | Назаренко Григорій Іванович    | 03.11.2010            | середня            | член Партії регіонів                          | пенсіонер                                                             |
| Політична партія Всеукраїнське об'єднання «Батьківщина» |                                |                       |                    |                                               |                                                                       |
| 8                                                       | Раріна Наталія Миколаївна      | 03.11.2010            | середня            | член Всеукраїнського об'єднання «Батьківщина» | ТОВ торговий дім «Союз», регіональний менеджер                        |
| Самовисування                                           |                                |                       |                    |                                               |                                                                       |
| 3                                                       | Кошиков Володимир Васильович   | 03.11.2010            | вища               | член Партії регіонів                          | приватний підприємець                                                 |
| 9                                                       | Черевко Олег Володимирович     | 03.11.2010            | вища               | позапартійний                                 | ТУДІ з енергозбереження, державний інспектор                          |
| 10                                                      | Хренов Микола Мусійович        | 03.11.2010            | вища               | член Комуністичної партії України             | Васищівська МПК № 3, начальник пожежної охорони                       |
| 23                                                      | Сягровець Сергій Петрович      | 03.11.2010            | вища               | член Партії регіонів                          | приватний підприємець                                                 |
| 28                                                      | Бажинов Володимир Олексійович  | 03.11.2010            | середня спеціальна | позапартійний                                 | приватний підприємець                                                 |